# David Murray
Pour les articles homonymes, voir David Murray (homonymie) et Murray.
David Murray (né le 19 février 1955 à Oakland en Californie) est un saxophoniste de jazz américain. Il vit à New York.

## Biographie

### L'enfance pentecôtiste et californienne
David Murray est né à Oakland en 1955. Son enfance est marquée par le gospel et la chorale pentecôtiste dirigée par sa mère. Lui-même joue dans les orchestres des établissements scolaires et à l'église. À onze ans, il assiste à son premier concert de Sonny Rollins, à Berkeley, et décide à la suite de ce concert de devenir musicien professionnel. Très vite, il gagne un peu d'argent en jouant avec des amis. À quinze ans, il constitue avec le pianiste Rodney Franklin une formation d'une quinzaine de musiciens, The Notations of Soul. Il s'inscrit au Pomona College à Claremont pour approfondir ses connaissances musicales, suivre des cours de piano et de composition. Il y retrouve ou y rencontre Ray Anderson, James Newton et d'autres. Il y devient l'ami de Stanley Crouch qui enseigne dans cet établissement. Ces années-là sont aussi les années des marches pour les droits civiques et des émeutes dans les ghettos noirs.

### Le musicien new-yorkais de la loft generation

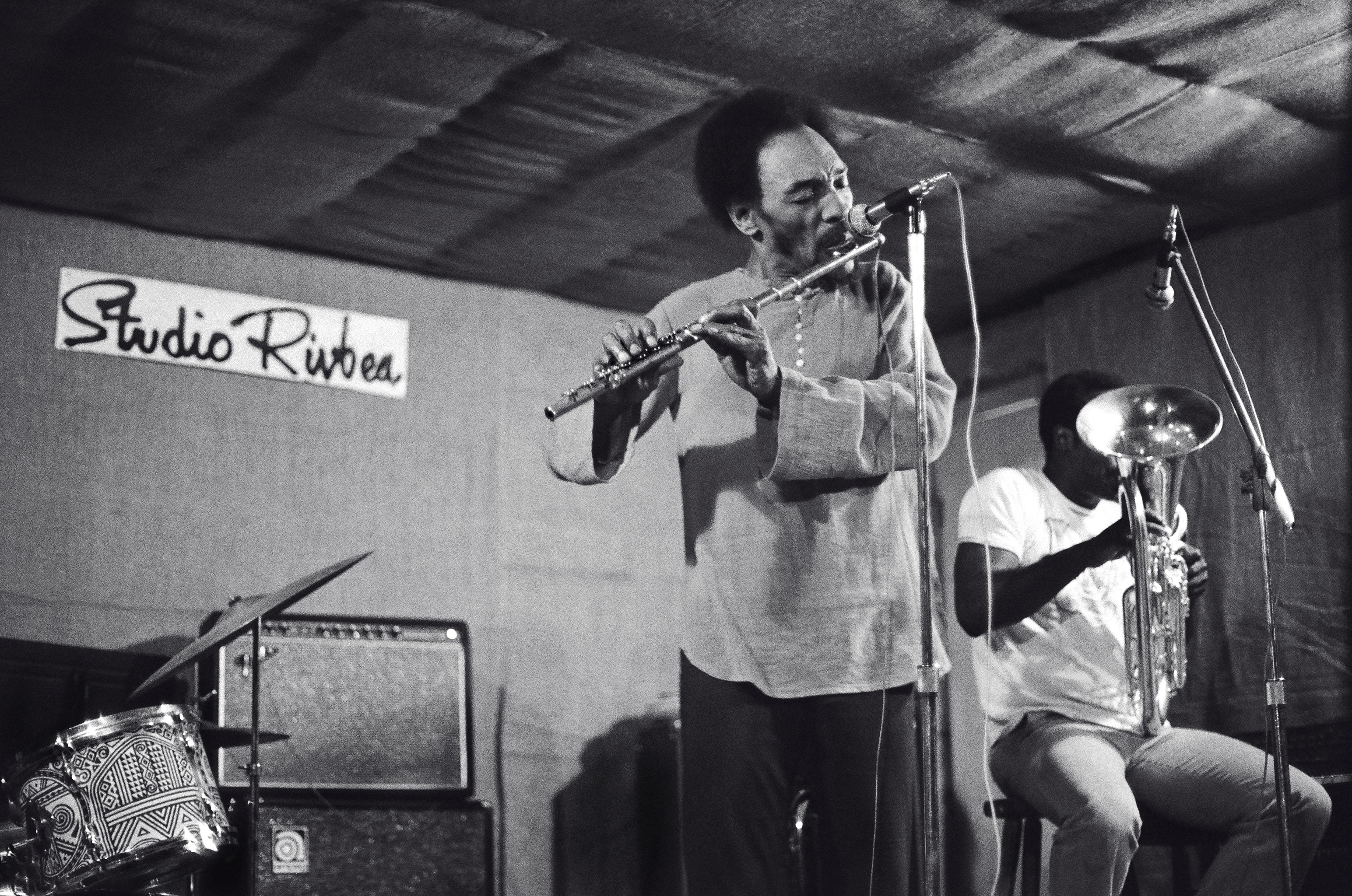
Sam Rivers accompagné de Joe Daley au Rivbea Studio en 1976

En 1975, il se rend sur la côte Est à New York décidé à y vivre comme jazzman. Il fréquente les autres musiciens d'avant-garde, notamment au « Rivbea Studio », un loft transformé en lieu de concert et d'échanges musicaux par Sam Rivers, et situé dans le quartier de NoHo. Sam Rivers est la référence de la « loft generation » new-yorkaise, dans cette période de l'après free jazz des années 1970. Le jazz est-il encore possible, après le free jazz, ou a-t-on fini d'explorer le champ du possible, se demandent alors certains critiques musicaux ? Il s'associe à des enregistrements et des événements musicaux, anime un quartette avec Olu Dara, Fred Hopkins, Phillip Wilson puis un trio avec Fred Hopkins et Steve McCall, et participe à des big bands. 
En 1976, il effectue sa première tournée en Europe. Deux expériences de musique et d'improvisation collective marquent particulièrement la suite du parcours musical de David Murray, le  World Saxophone Quartet ou WSQ, une formation à laquelle il participe de 1977 à aujourd'hui, et qui a produit une vingtaine d'albums, et le David Murray Octet, un groupe de huit musiciens (un piano, une contrebasse, une batterie et des cuivres) pour huit albums dans les années 1980 et 1990. 

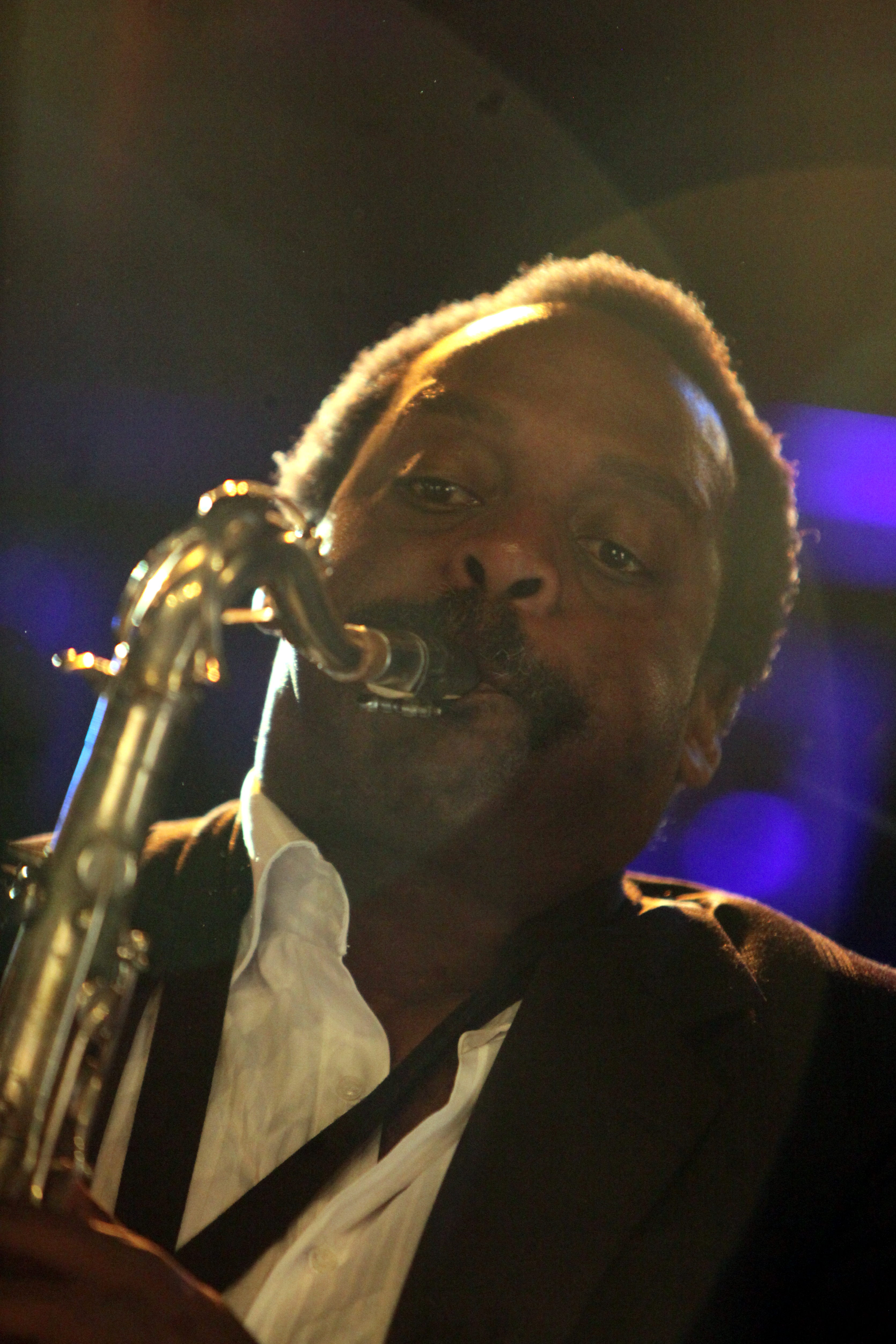
David Murray en 2011

Mais David Murray associe son nom à une pléthore de formations, du big band, petite formation, duo, et même solo, échangeant quelquefois son saxophone ténor pour la clarinette basse. Après Coleman Hawkins, Ben Webster, Lester Young, Dexter Gordon, Sonny Rollins (qui est resté sa référence ), John Coltrane, et Albert Ayler, David Murray devient le « boss » parmi les saxo ténors.
En 1991, il reçoit le Prix Jazzpar, prix danois récompensant un musicien de jazz pour sa carrière.

### Le Parisien
En 1998, nouvelle étape importante, il décide de s'installer à Paris. La France est le pays de sa troisième épouse, et Paris est une ville qu'il connaît déjà bien.
« Je suis venu à Paris pour la première fois en 1976, à l'âge de 21 ans, à l'occasion d'une tournée européenne avec Olu Dara et Philip Wilson. J'ai tout de suite été séduit par la beauté de la ville mais aussi, d'un point de vue professionnel, par la place exceptionnelle qui était réservée au jazz. La scène était très active, il restait encore à Paris beaucoup de musiciens afro-américains venus s'installer au début des années 1970, ainsi que des écrivains comme James Baldwin que j'ai eu la chance de rencontrer lors de ma seconde visite. De 1976 à 1978 je suis venu très souvent à Paris. Les gens ici me voyaient comme le nouvel Albert Ayler, alors même qu'à cette époque j'essayais de m'émanciper de son influence… Tout le monde était très gentil avec moi et j'avais l'impression d'être vraiment considéré en tant que musicien... J'ai beaucoup joué en solo à Paris durant ces années. Je me souviens lors d'un festival être passé entre Betty Carter et Archie Shepp. Une expérience extrêmement impressionnante et inoubliable. Ensuite je suis revenu très régulièrement au sein de diverses formations. ».
Il s'installe dans le quartier de Ménilmontant. Tout en retrouvant régulièrement ses amis américains, il se lie avec des musiciens africains et antillais, s'intéresse aux musiques noires, des Antilles en passant par les îles Caraïbes et l'Afrique, et s'aventure dans de nouveaux territoires musicaux tels par exemple la tradition gwoka. «L'esprit du jazz permet la connexion naturelle avec toutes les musiques sud-américaines, caraïbes et africaines», indique-t-il dans la présentation de son disque Gwotet en juin 2004.

### De retour à New York
En 2016, il revient s'installer à New York où il joue régulièrement au Village Vangard et à Birdland tout en tournant en Europe avec ses différentes formations. Il a joué au Jazz Standard avec son nouvel octet en janvier 2020, juste avant que la pandémie de Covid n'éclate. Il a formé et tourné en Europe avec son nouveau trio (Hamid Drake à la batterie et Brad Jones à la contrebasse), le Brave New World Trio qui sort son premier album en mai 2022.
En mai 2024, il sort un album avec son nouveau quartet: « Francesca », avec Marta Sanchez au piano, Luke Stewart à la basse et Russell Carter à la batterie. 
L’album est classé numéro 2 des meilleurs albums de jazz de 2024 par le New York Times[réf. nécessaire] et parmi les meilleurs album de jazz de 2024 par DownBeat[réf. nécessaire].

## Discographie
- ordre chronologique Solo Live (Cecma, 1980)
- The Healers (Black Saint, 9/26/87) avec Randy Weston
- Real Deal (DIW, 11/3/91) with Milford Graves
- Valencia (Sound Hills, 1997 April 28) avec Aki Takase
- We Is: Live at the Bop Shop (Delmark, 3/29/2000) avec Kahil El'Zabar
- 3D Family (hat Jazz, 1978)
- Sweet Lovely (Black Saint, 1980)
- In Our Style (DIW, 1986)
- The Hill (Black Saint, 1986)
- Acoustic Octfunk (Sound Hills, 1993)
- Flowers for Albert: The Complete Concert (India Navigation, 1976)
- Live at the Lower Manhattan Ocean Club (India Navigation, 1978)
- Let the Music Take You (Marge, 1978)
- Morning Song (Black Saint, 1983)
- I Want to Talk About You (Black Saint, 1986).
- Recording N.Y.C. 1986 (DIW, 1986)
- Lovers (DIW, 1988)
- Deep River (DIW, 1988)
- Spirituals (DIW, 1988)
- Ballads (DIW, 1988)
- Tenors (DIW, 1988)
- Ming's Samba (Portrait/CBS, 1988)
- Lucky Four (Tutu, 1988)
- Special Quartet (DIW/Columbia, 1990)
- Shakill's Warrior (DIW/Columbia, 1991)
- Ballads for Bass Clarinet (DIW, 1991)
- A Sanctuary Within (Black Saint, 1991)
- Body and Soul (Black Saint, 1993)
- Saxmen (Red Baron/Sony, 1993)
- For Aunt Louise (DIW, 1993)
- Love and Sorrow (DIW, 1993)
- Shakill's II (DIW, 1993)
- Long Goodbye: A Tribute to Don Pullen (DIW, 1996)
- Sacred Ground (Justin Time, 2007)
- Quintet at the Bim Huis (Circle, 1977)
- Children (Black Saint, 1984)
- Remembrances (DIW, 1990)
- David Murray/James Newton Quintet (DIW, 1991)
- MX (Red Baron/Sony, 1992)
- Quintet with Ray Anderson/Anthony Davis (DIW, 1994)
- Ming (Black Saint, 1980)
- Home (Black Saint, 1981)
- Murray's Steps (Black Saint, 1982)
- New Life (Black Saint, 1985)
- Hope Scope (Black Saint, 1987)
- Picasso (DIW, 1992)
- Dark Star: The Music of the Grateful Dead (Astor Place, 1996)
- Plays Trane (Justin Time, 1999)
- Gwotet, (Justin Time, 2004
- Silence   (Justin time) avec Mal Waldron 2008

- David Murray Cuban Ensemble Plays Nat King Cole en Espanol[12] (2011) (Motéma Music[13])
- Be My Monster Love[14] avec infinity Quartett, Macy Gray, Gregory Porter (2013) (chez Motéma Music)
- Blues For Memo[15] avec le poète Saul Williams chez Motéma Music (2018)
- Seriana Promethea avec le Brave New World trio chez Intakt (2022)
- Francesca avec son nouveau quartet chez Intakt (2024)

### En Big Band
- Live at Sweet Basil Volume 1 (Black Saint, 1984)
- Live at Sweet Basil Volume 2 (Black Saint, 1984)
- Big Band conducted by Lawrence "Butch" Morris (DIW/Columbia, 1991)
- The Jazzpar Prize (en) (Enja, 1991) avec Pierre Dørge's New Jungle Orchestra
- Gwotet (2004)

### Accompagnateur et musicien de studio
- Interboogieology (Black Saint, 1978)
- Black and Black (DIW, 1991)
- Fast Life (DIW/Columbia, 1991)
- Death of a Sideman (DIW, 1991)
- Windward Passages (Black Saint, 1993)
- The Tip (DIW, 1994)
- Jug-a-Lug (DIW, 1994)
- Fo Deuk Revue (Justin Time, 1996)
- Creole (Justin Time, 1997)
- Speaking in Tongues (Justin Time, 1997)

## Biographie
- Jean Jamin et Patrick Williams, Une anthropologie du jazz, Paris, CNRS Éditions, 2010, 383 p. (ISBN 978-2-271-06934-4).

## Articles de journaux
- (en) Robert Palmer, « The Pop Life; David Murray Comes Into His Own », The New York Times,‎ 27 octobre 1982 (lire en ligne).
- Sylvain Siclier, « David Murray, un « sax » rassembleur », Le Monde,‎ 8 novembre 1997.
- Dominique Queille, « Murray, fièvre et fusion », Libération,‎ 26 novembre 2004 (lire en ligne).
- Dominique Queille, « Le jazz bon esprit », Libération,‎ 9 septembre 2005 (lire en ligne).
- Bruno Pfeiffer, « Les enceintes magiques de David Murray », Libération,‎ 7 septembre 2010 (lire en ligne).